# Jacques Pierre Bujault
Jacques Pierre Bujault est un homme politique français né le 1er janvier 1771 à La Forêt-sur-Sèvre (Deux-Sèvres) et décédé le 24 décembre 1842 à Sainte-Blandine (Deux-Sèvres).

## Biographie
Il est fils et petit fils de légistes. Son grand-père était sénéchal de la Forêt sur Sèvre et de quelques seigneuries voisines. Son père était sénéchal adjoint de la Forêt et fut élu procureur syndical du district de Châtillon sur Sèvre (ancien nom de Mauléon) après la division de la France en départements.
Il veut suivre l’exemple de sa famille mais il trouve que les circonstances ne sont pas favorables à la préparation sérieuse d’une carrière. En 1792, il s’associe avec Louis Averti qui est imprimeur et libraire à Niort.
Le 26 juin 1792 il épouse en l’église Notre Dame de Niort Catherine-Rosalie Delavault (fille de Jean Delavault, marchand-chamoiseur, et de Marie-Anne Naudin). Sur l’acte de mariage, Louis Averti (son associé) signe comme ami de l’époux. De leur union naîtra leur fille Zélie-Rose en 1793.
Il continue ses études de droit et il ouvre par la suite un cabinet de défenseur officieux à Niort. En 1798, il vend son imprimerie et va s’établir à Melle comme défenseur.
Tout en étant imprimeur il a étudié le droit pour s’installer à Melle comme avocat. Il a choisi cette fonction pour suivre les pas de son père et de son grand-père.
En 1810, il achète 3 fermes et se consacre à l’agriculture. Son objectif est d’améliorer les conditions de production mais aussi les conditions de vie des paysans. De ce fait, il est député pour défendre les causes de l’agriculture en 1815 puis de 1822 à 1824.
Dans ce but il rédigera de nombreux ouvrages d’agronomie. En tant qu’agriculteur et avec ses expériences il a voulu parler des innovations agricoles dans de nombreuses œuvres.
De plus, il a exercé de nombreux métiers : laboureur, moraliste, «défenseur acharné des cultivateurs et de sa petite patrie, propagandiste des productions agricoles», écrivain et agronome.

## Œuvres
Jacques Bujault est encore connu aujourd’hui grâce à ses conseils sur l’agriculture qui ont permis d’en moderniser les pratiques et de les vulgariser.
Jacques Bujault a publié tous ses almanachs entre 1833 et 1842.
Son œuvre principale est constituée d’almanachs comme « Des fumiers » et « Des prairies », almanachs publiés sous le nom de « Maître Jacques Journal de la société d’Agriculture du département des Deux-Sèvres ». Dans ces almanachs mensuels il donne des conseils agricoles et économiques aux agriculteurs.
Il a également publié le Guides des comices.
Dans la plupart de ses œuvres il écrit sous forme d'adages ou de maximes :
- « Un petit trou à la barrique, et le vin est à bas ; petit gaspillage à la maison, richesse s’en va. »
- « Poche percée ne tient pas le mil. »
- « Le sac vide ne se tient pas debout. »

## Hommages
Jacques Bujault est à l’origine de plusieurs œuvres concernant l’agriculture, notamment les Almanachs de Maître Jacques. 
Selon E.Baillarg, « son œuvre principale est celle qui fera vivre son nom Jacques Bujault dans la mémoire des hommes, dans le grand almanach du bon cultivateur. »
La « bujoline » est un des noms donné à la luzerne lupuline en hommage à Jacques Pierre Bujault qui l'avait introduite en Pays mellois au début du XIXe siècle. 
En 1881, à la mairie de Tauché-Ste Blandine, un buste est érigé à son hommage (conservé). 
En 1889, à Melle une première sculpture en bronze de Roulleau est posée sur la place de Strasbourg puis son buste a été réquisitionné pendant la Seconde Guerre mondiale et remplacé par un buste de pierre en 1948 par le sculpteur Georges Crouzat. 
En 1942 le centenaire de sa mort fut célébré par le gouvernement de Vichy en présence d’Émile Naslin (1870 -197...), agriculteur protestant et élu local (arch. pers).
Il donne son nom à une place à Melle et à Niort, ainsi qu’à une avenue à Niort. 
En 1988, le lycée agricole de Melle a pris pour nom « Jacques Bujault » pour son 20e anniversaire.